# Distretto di Yanacancha (Pasco)
Il distretto di Yanacancha è uno dei tredici distretti della provincia di Pasco, in Perù. Si trova nella regione di Pasco e si estende su una superficie di 165,11 chilometri quadrati.
Istituito il 27 novembre 1944, ha per capitale la città di Yanacancha.